# ザムトゲマインデ・フレーデンベック
ザムトゲマインデ・フレーデンベック (ドイツ語: Samtgemeinde Fredenbeck) は、ドイツ連邦共和国ニーダーザクセン州シュターデ郡に属すザムトゲマインデ（集合自治体）である。

## 地理

### 位置
ザムトゲマインデ・フレーデンベックは、ハンブルクとブレーメンとの間のシュターダー・ゲースト上に位置する。郡庁所在地シュターデの南西にあたる。ヘルムステ地区内にリュスチェの森の一部を含む。

### 隣接する市町村
このザムトゲマインデは、西はブレーマーフェルデ、南西はザムトゲマインデ・ゼルジンゲン（以上、ローテンブルク（ヴュンメ）郡）、北西はザムトゲマインデ・オルデンドルフ、北東はシュターデ市、東はザムトゲマインデ・ホルネブルク、南はザムトゲマインデ・ハルゼフェルトと境を接する。

### ザムトゲマインデを構成する町村
ザムトゲマインデ・フレーデンベックは、ダインステ、フレーデンベック、クーテンホルツの3町村で構成される。

## 歴史
ザムトゲマインデ・フレーデンベックは1965年に成立した。1972年の地域・行政改革の際にダインステ、フレーデンベック、クーテンホルツの3町村により新たに編成された。

### 人口推移
| 年     | 人口（人） |
| ------ | ---------- |
| 1971年 | 7,554      |
| 1980年 | 9,589      |
| 1990年 | 10,284     |
| 1995年 | 11,357     |
| 1999年 | 12,918     |

## 行政

### 議会
ザムトゲマインデ・フレーデンベックの議会は30議席からなる。

### 首長
このザムトゲマインデの長は2021年からマティアス・ハルトレフ（無所属）が務めている。

### 紋章
図柄: 銀の波帯により上下二分割されている。上部は青地に金の風車、下部は赤地に金の水車。

## 文化と見所

### 博物館
- ダインステのドイツ軽便鉄道博物館

### 建造物
- フレーデンベック水車
- ダインステ水車
- ムルズム・アンナ＝マリア風車
- 荒石造りのムルズム教会

### スポーツ
ザムトゲマインデ・フレーデンベックにはいくつかのスポーツクラブがある。中でも有名なのは2005/06年シーズンにハンドボール・ブンデスリーガ2部でプレイしたVfLフレーデンベックである。このクラブは現在レギオナル・リーガに属している。このクラブは過去に2回ブンデスリーガに昇格したことがある。しかしこのクラブはその地位をいずれも短い期間しか保持することができなかった。

## 経済と社会資本
ザムトゲマインデ・フレーデンベックには社会保険支払い義務のある労働者が1,447人いる（2005年6月30日時点）。

### 交通
連邦道B74号線がザムトゲマインデ・フレーデンベック内シュヴィンゲ付近を通っている。クックスハーフェンとハンブルクとを結ぶ連邦道B83号線は本ザムトゲマインデ内を通過してはいないが、近傍（約6km）を通っており、このザムトゲマインデにとって重要な道路である。クーテンホルツ方面を州道L123号線が通っている。現在建設中のアウトバーンA26号線ではシュターデとハンブルクの中間にあたり、将来は重要な交通路となる。
このザムトゲマインデの領域内を単線の鉄道が2路線通っている。ハンブルク＝ノイグラーベンとブレーマーハーフェン/ブレーマーフェルデを結ぶ路線は民間のエルベ＝ヴェーザー鉄道交通会社が運営している。この路線の列車は、ザムトゲマインデ内ではクーテンホルツ駅とブレスト＝アスペ駅に停車する。この路線の一部列車はブーレーマーフェルデでシュターデ方面に分岐する。この路線は旅客運行を行っていない。週末にモーアエクスプレスが運行されているだけである。この列車は観光用であり、シュターデとヴォルプスヴェーデ芸術家村との間を運行している。この列車はザムトゲマインデ内のいくつかの駅に停車する。

### 地元企業
このザムトゲマインデ内の重要な企業としてはRPC包材クーテンホルツGmbHやフレーデンベックのダンカース・ボールテクニークBmbHが挙げられる。

### メディア
ザムトゲマインデ・フレーデンベックに関する報道は2つのローカル紙に掲載される。日刊紙のシュターダー・ターゲブラットと、週2回水曜日と土曜日に刊行される広告紙ノイエ・シュターダー・ヴォーヒェンブラットである。クーテンホルツのニュースについては隣接するブレーマーフェルデの新聞も重要である。

### 教育
ザムトゲマインデ・フレーデンベック内には基礎課程学校2校（フレーデンベック基礎課程学校とムルズム＝クーテンホルツ基礎課程学校）と本課程・実科学校（ゲーストラントシューレ）がある。